# Северный Бахр-эль-Газаль (Южный Судан)
Се́верный Бахр-эль-Газа́ль (англ. Northern Bahr el Ghazal, араб. شمال بحر الغزال‎) — одна из 12 провинций (англ. state — «штат») Южного Судана. 2 октября 2015 года штат был разделён на штаты Авейль (штат) и Восточный Авейль. Был восстановлен мирным соглашением, подписанным 22 февраля 2020 года.
- Территория 93 900 км².
- Территория 33 558 км².
- Население 720 898 человек (на 2008 год).

Административный центр — город Авейль.

## Административное деление

- Восточный Авейль[англ.]
- Западный Авейль[англ.]
- Северный Авейль[англ.]
- Центральный Авейль
- Южный Авейль[англ.]